# Língua culle
O Culle ou Culli é uma língua isolada extinta do Peru.

## Comparação lexical
Alguns paralelos lexicais entre o Culle e o Leco (Jolkesky 2016: 552):
| Português       | Culle          | Leco         |
| --------------- | -------------- | ------------ |
| fogo            | mu             | moa          |
| língua/garganta | uro ‘garganta’ | uru ‘língua’ |
| mão             | pui            | bueh         |
| montanha        | ɡanda          | kanda        |
| pé              | mai            | paits        |